# Jásd
Jásd es un pueblo ubicado en el distrito de Várpalota, en el condado de Veszprém, Hungría.

## Superficie
Posee una superficie de 10,28 kilómetros cuadrados.

## Demografía
Hasta 2019 la población era de 687 habitantes, con una densidad de población de 66,83 habitantes por kilómetro cuadrado.